# إكيلازيا (أثينا القديمة)

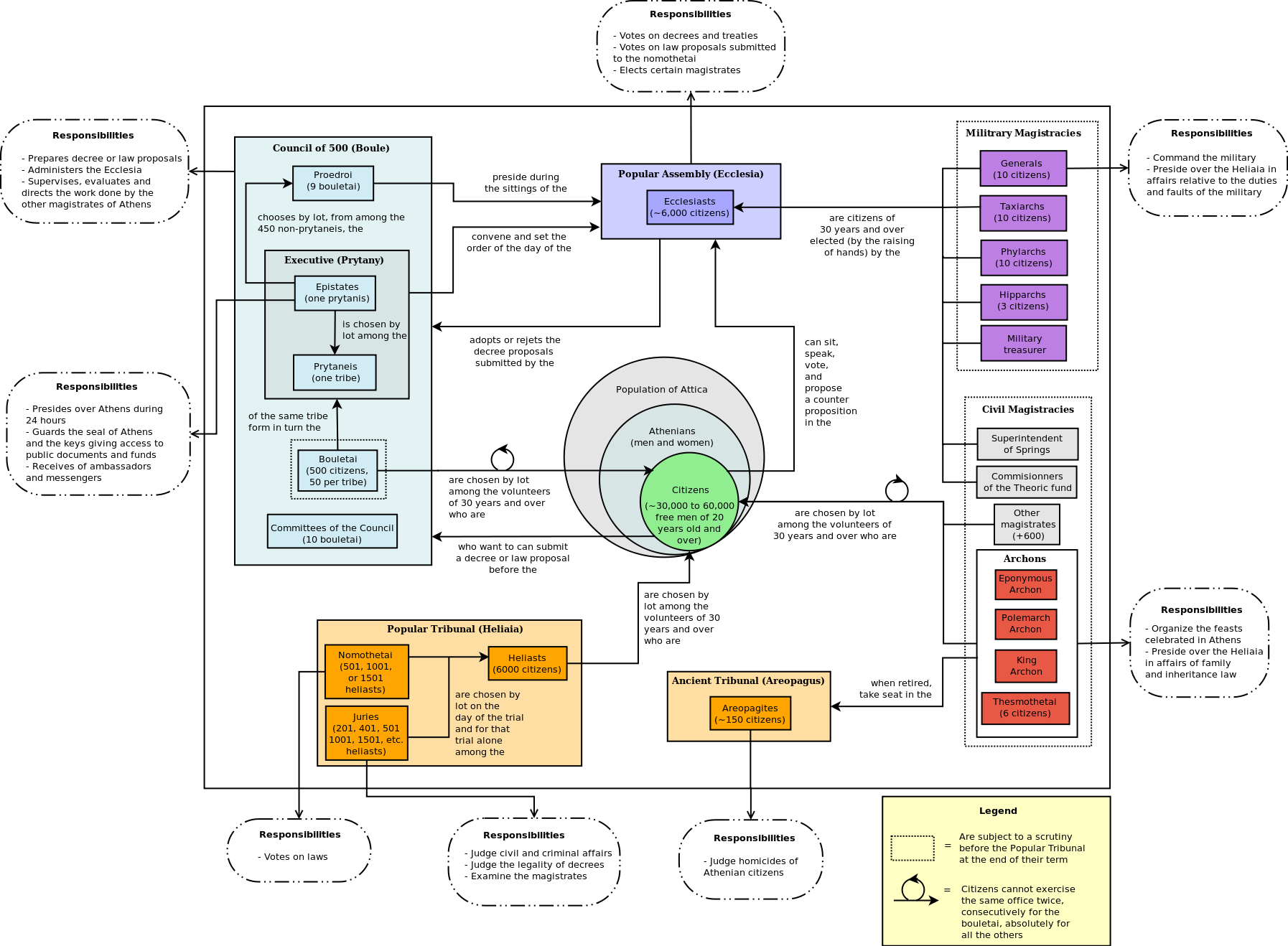
دستور الأثينيين، القرن الرابع قبل الميلاد. يتم تمثيل الاكيلازيا بواسطة مربع ازرق صغير في أعلى وسط الصورة. يستند هذا الرسم البياني إلى دستور الأثينيين (Constitution of the Athenians (Aristotle)) لـ أرسطو.

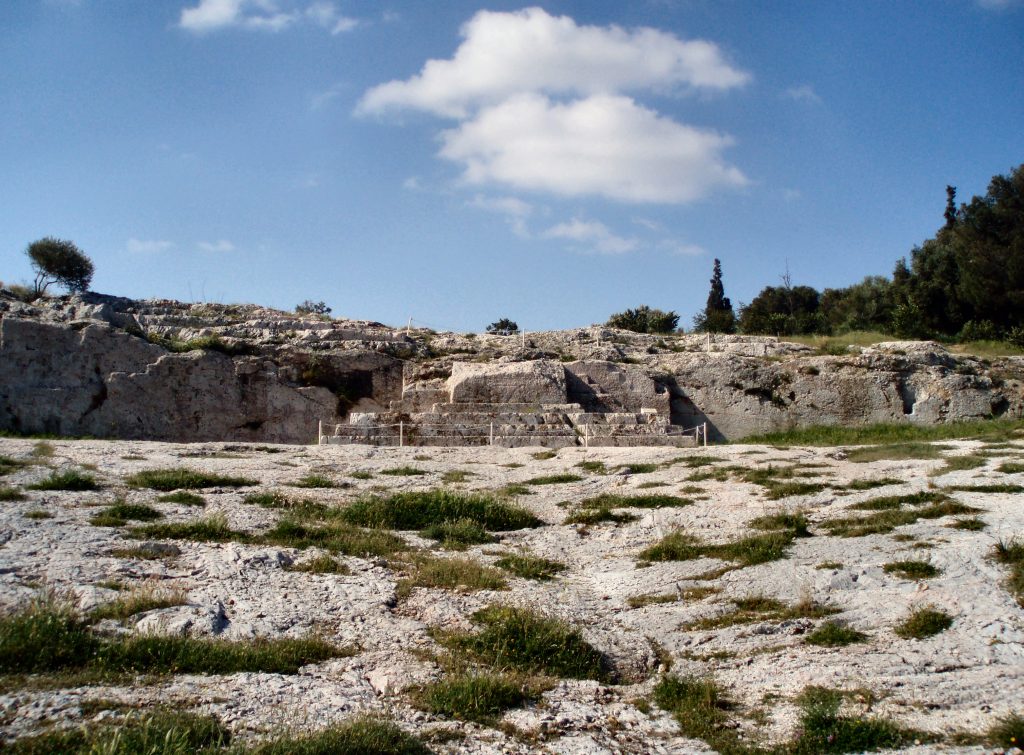
الاكيلازيا في أثينا كانت تعقد علي تلة تُدعي بنيكس

الاكيلازيا أو الإكلسا (باليونانية: ἐκκλησία)‏  كان المجلس الرئيسي للديمقراطية في أثينا القديمة. كان المجلس الشعبي مفتوح لجميع المواطنين الذكور بمجرد تأهلهم للحصول على الجنسية. في عام 594 ق.م، سمح سولون لجميع المواطنين الأثينيين بالمشاركة، بغض النظر عن الطبقة، حتى ثيتيس (Solonian Constitution) (أدني طبقا طبقاً للقانون السولوني). كان المجلس مسؤول عن إعلان الحرب وعن الاستراتيجية العسكرية وانتخاب الإستراتيجوس وغيره من المسؤولين. وكان مسؤولاً عن ترشيح وانتخاب القضاة، وبالتالي انتخاب أعضاء اريوباغوس بشكل غير مباشر. كان لها القول الفصل في التشريع والحق في استدعاء قضاة التحقيق بعد سنتهم الرئاسية. وربما احتوى الاجتماع النموذجي للمجلس العام على نحو 6000 شخص، من مجموع السكان من 30.000 - 000.60 نسمة. ومع ذلك، كان من الصعب على الأفراد غير الأثرياء الذين يعيشون خارج المركز الحضري لأثينا الحضور إلى حين تقديم مدفوعات الحضور في 390. كان الاجتماع في الأصل يتم مرة واحدة كل شهر، ولكن في وقت لاحق كان يُعقد ثلاث أو أربع مرات في الشهر. تم تأسيس جدول أعمال الاكيلازيا من قبل بويل، المجلس الشعبي. تم أخذ الأصوات برفع الأيدي، عد الأحجار والتصويت باستخدام الفخار المكسور.